# Colle San Carlo
Il Colle San Carlo (in francese, Col d'Arpy o Col Saint-Charles) (1.951 metri s.l.m.) è un valico alpino valdostano, situato sulle Alpi Graie, poco distante dalla Tête d'Arpy (2.017 metri s.l.m.), da cui trae il nome in francese.

## Accesso
Partendo da Morgex si arriva a La Thuile dopo 10,5 km, circa 1000 m di dislivello, con una pendenza media del 10% e punte del 15%, che ne fanno una delle salite ciclistiche più dure dell'arco alpino.

## Ciclismo
Percorso più volte dal Giro della Valle d'Aosta dilettanti, nel 1962, 1970, 1973 (da La Thuile), nel 2006 e 2019 è stato scalato dal Giro d'Italia.
| Edizione | Tappa | Percorso                      | km  | Vincitore di tappa | Maglia Rosa      |
| -------- | ----- | ----------------------------- | --- | ------------------ | ---------------- |
| 1962     | 20ª   | Saint-Vincent > Saint-Vincent | 238 | Alberto Assirelli  | Franco Balmamion |
| 1970     | 3ª    | Saint-Vincent > Aosta         | 162 | Franco Bitossi     | Franco Bitossi   |
| 1973     | 4ª    | Ginevra (CHE) > Aosta         | 163 | Eddy Merckx        | Eddy Merckx      |
| 2006     | 13ª   | Alessandria - La Thuile       | 216 | Leonardo Piepoli   | Ivan Basso       |
| 2019     | 14ª   | Saint-Vincent > Courmayeur    | 131 | Richard Carapaz    | Richard Carapaz  |

## Galleria d'immagini

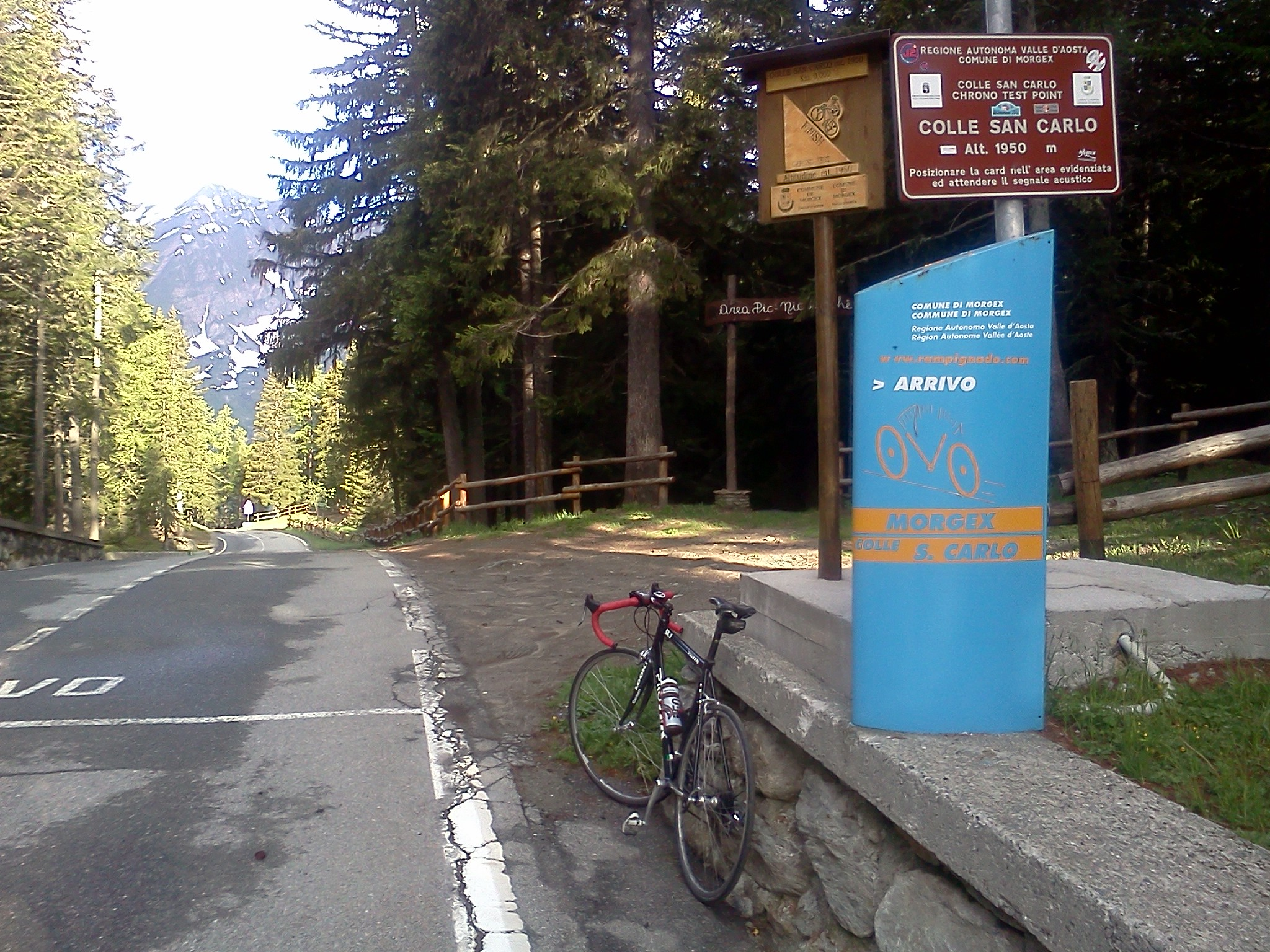
La cima del colle
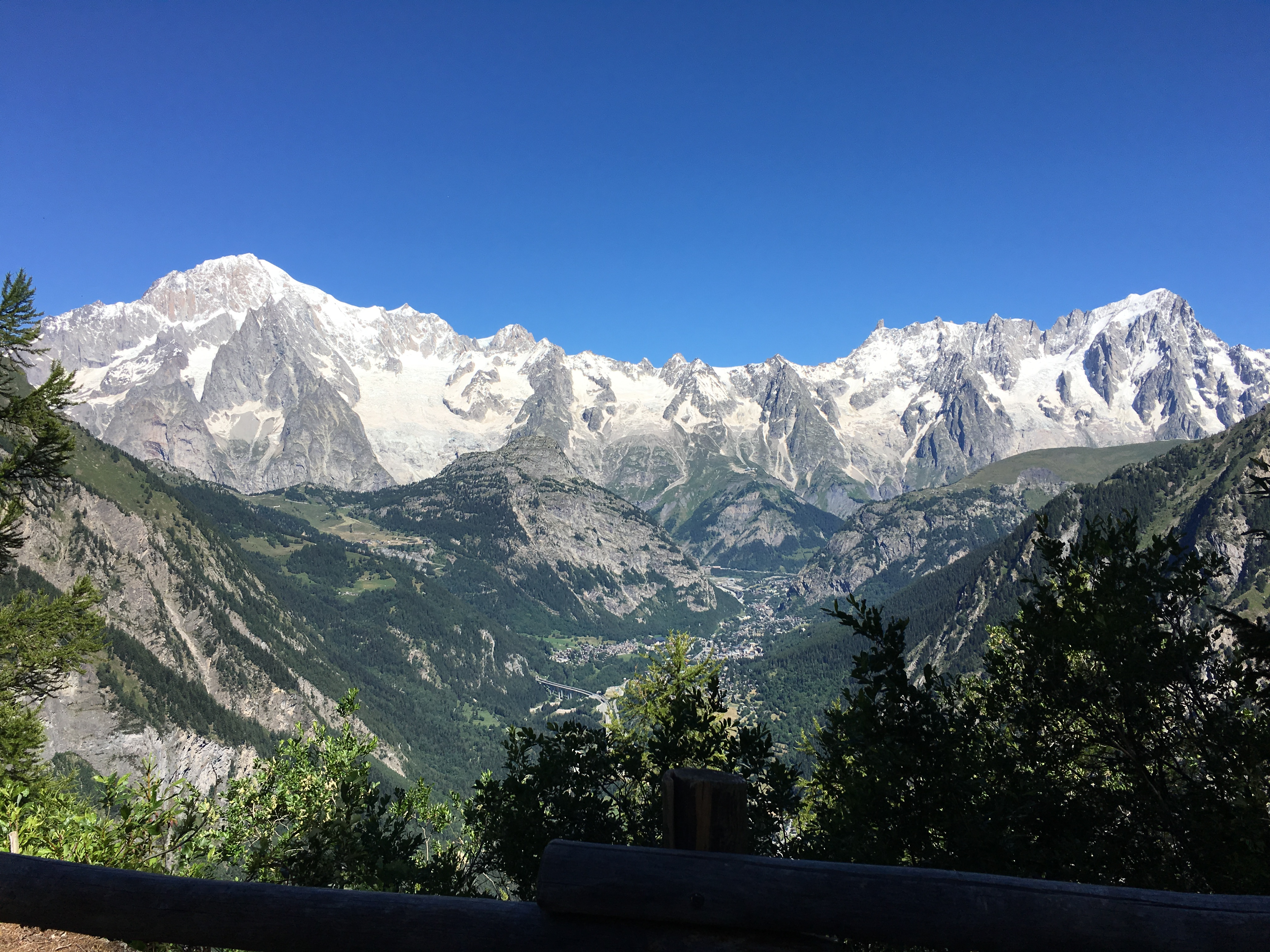
Veduta del massiccio del Monte Bianco dal belvedere del colle d'Arpy o Colle San Carlo
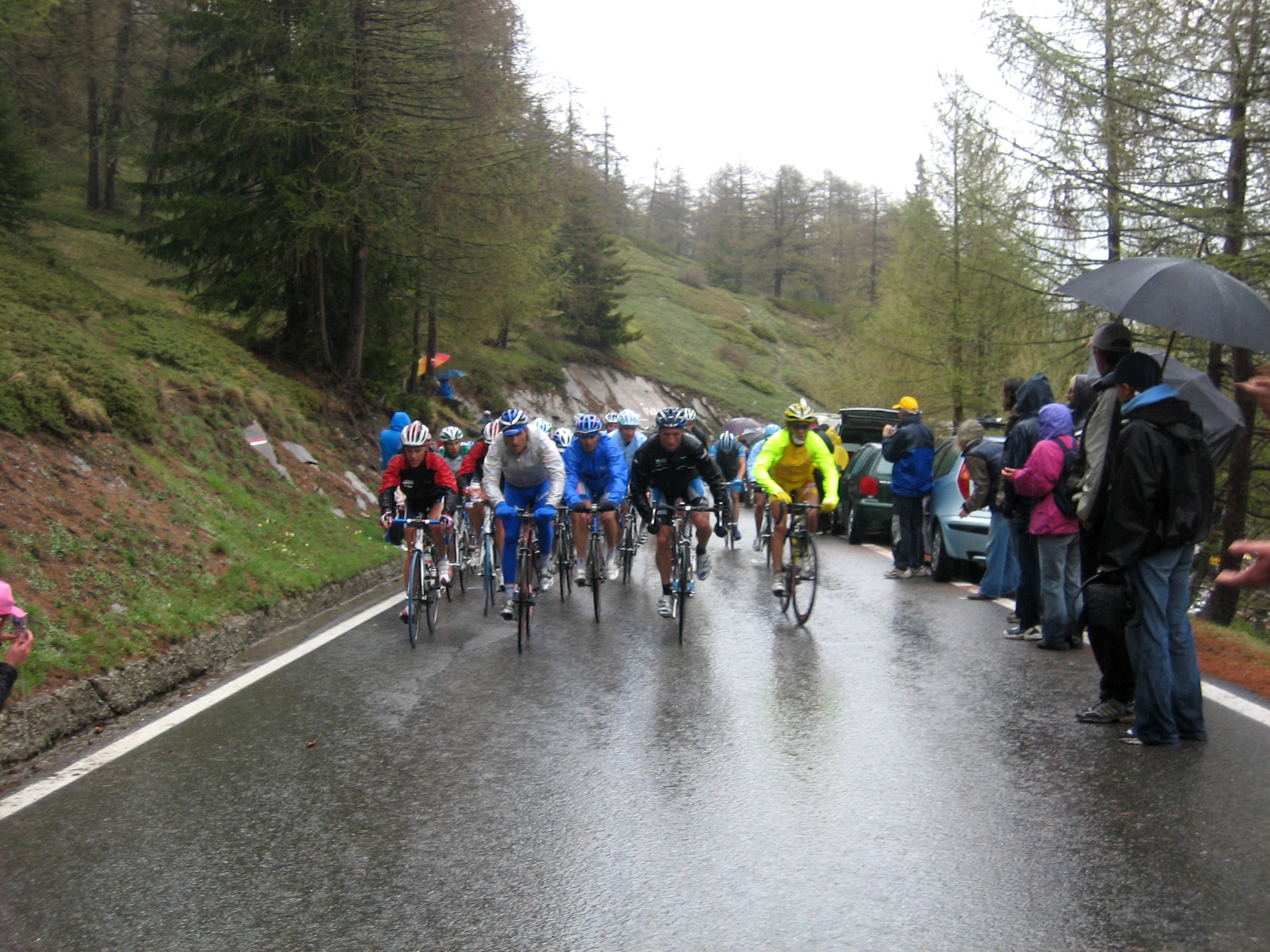
Passaggio del Giro d'Italia 2006 al Colle San Carlo
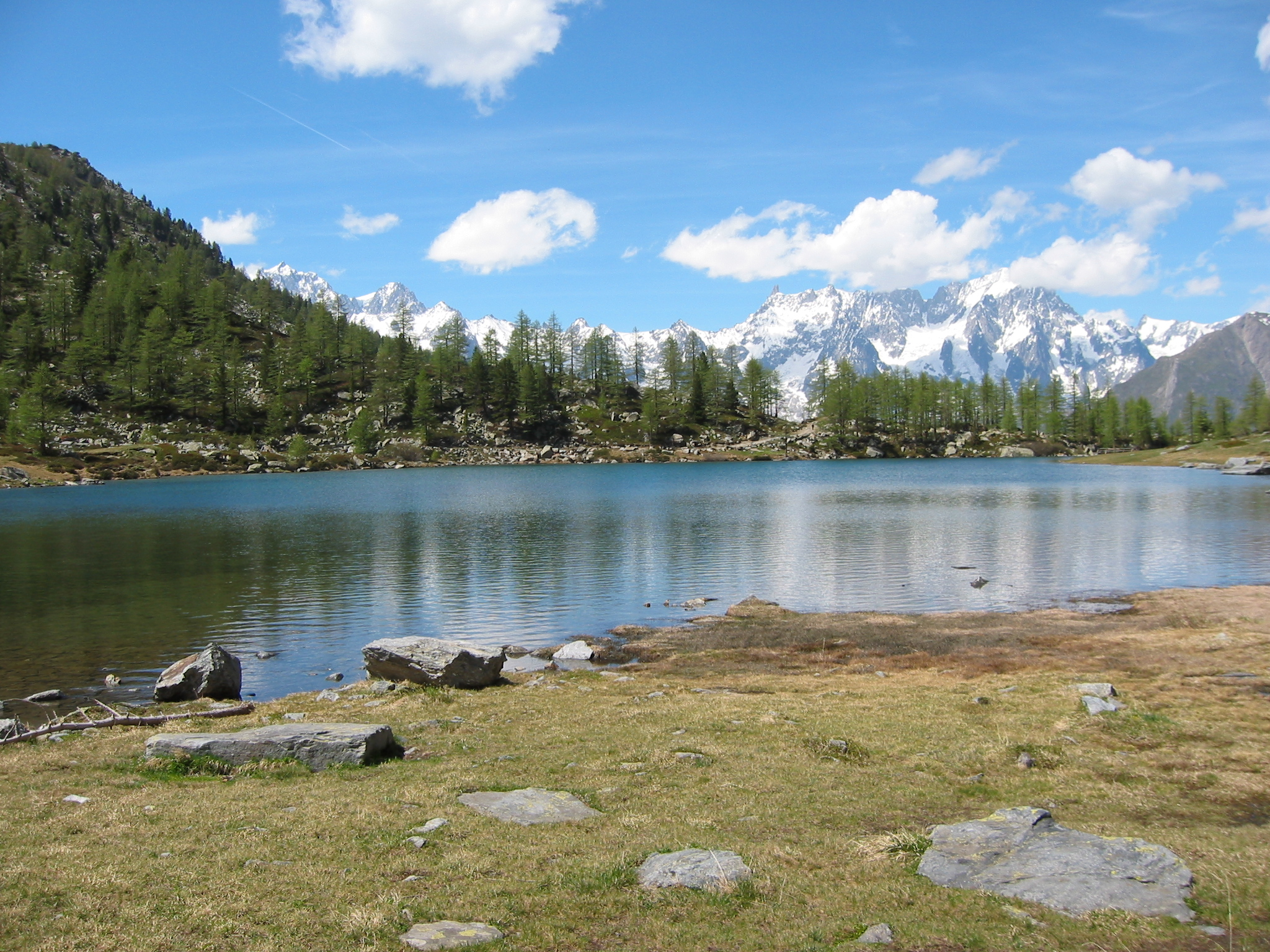
Lago d'Arpy